# NHL Awards 1994
Die NHL Awards 1994 sind Eishockey-Ehrungen der National Hockey League und wurden im Juni 1994 vergeben.
Sergei Fjodorow war der große Gewinner der Verleihung, da er als wertvollster Spieler, bester Spieler sowie als bester Defensivstürmer ausgezeichnet wurde. Wayne Gretzky, der die Trophäe als bester Scorer der Saison 1993/94 erhielt, wurde zudem nur für seine faire Spielweise ausgezeichnet. Dominik Hašek erhielt zum ersten Mal die Auszeichnung als bester Torhüter und Ray Bourque wurde als dritter Spieler in der NHL-Geschichte zum fünften Mal als bester Verteidiger geehrt.

## Preisträger
Hart Memorial Trophy
Wird verliehen an den wertvollsten Spieler (MVP) der Saison durch die Professional Hockey Writers' Association
- Sergei Fjodorow (C) – Detroit Red Wings (194 Punkte)

- Außerdem nominiert
- Dominik Hašek (G) – Buffalo Sabres (86 Punkte)
- John Vanbiesbrouck (G) – Florida Panthers (74 Punkte)

Lester B. Pearson Award
Wird verliehen an den herausragenden Spieler der Saison durch die Spielergewerkschaft NHLPA
- Sergei Fjodorow (C) – Detroit Red Wings

Vezina Trophy
Wird an den herausragenden Torhüter der Saison durch die Generalmanager der Teams verliehen
- Dominik Hašek – Buffalo Sabres (99 Punkte)

- Außerdem nominiert
- John Vanbiesbrouck – Florida Panthers (64 Punkte)
- Patrick Roy – Montreal Canadiens (34 Punkte)

James Norris Memorial Trophy
Wird durch die Professional Hockey Writers' Association an den Verteidiger verliehen, der in der Saison auf dieser Position die größten Allround-Fähigkeiten zeigte
- Ray Bourque – Boston Bruins (199 Punkte)

- Außerdem nominiert
- Scott Stevens – New Jersey Devils (195 Punkte)
- Al MacInnis – Calgary Flames (60 Punkte)

Frank J. Selke Trophy
Wird an den Angreifer mit den besten Defensivqualitäten durch die Professional Hockey Writers' Association verliehen
- Sergei Fjodorow – Detroit Red Wings (181 Punkte)

- Außerdem nominiert
- Doug Gilmour – Toronto Maple Leafs (107 Punkte)
- Brian Skrudland – Florida Panthers (37 Punkte)

Calder Memorial Trophy
Wird durch die Professional Hockey Writers' Association an den Spieler verliehen, der in seinem ersten Jahr als der Fähigste gilt
- Martin Brodeur (G) – New Jersey Devils (164 Punkte)

- Außerdem nominiert
- Jason Arnott (C) – Edmonton Oilers (137 Punkte)
- Mikael Renberg (RF) – Philadelphia Flyers (109 Punkte)

Lady Byng Memorial Trophy
Wird durch die  Professional Hockey Writers' Association an den Spieler verliehen, der durch einen hohen sportlichen Standard und faires Verhalten herausragte
- Wayne Gretzky (C) – Los Angeles Kings (145 Punkte)

- Außerdem nominiert:
- Adam Oates (C) – Boston Bruins (81 Punkte)
- Pierre Turgeon (C) – New York Islanders (71 Punkte)

Jack Adams Award
Wird durch die NHL Broadcasters' Association an den Trainer verliehen, der am meisten zum Erfolg seines Teams beitrug
- Jacques Lemaire – New Jersey Devils (202 Punkte)

- Außerdem nominiert
- Kevin Constantine – San Jose Sharks (136 Punkte)
- John Muckler – Buffalo Sabres (98 Punkte)

King Clancy Memorial Trophy
Wird an den Spieler vergeben, der durch Führungsqualitäten, sowohl auf als auch abseits des Eises und durch soziales Engagement herausragte
- Adam Graves – New York Rangers

Bill Masterton Memorial Trophy
Wird durch die Professional Hockey Writers' Association an den Spieler verliehen, der Ausdauer, Hingabe und Fairness in und um das Eishockey zeigte
- Cam Neely – Boston Bruins

Conn Smythe Trophy
Wird an den wertvollsten Spieler (MVP) der Play Offs verliehen
- Brian Leetch (V) – New York Rangers

Art Ross Trophy
Wird an den besten Scorer der Saison verliehen
- Wayne Gretzky – Los Angeles Kings 130 Punkte (38 Tore, 92 Vorlagen)

William M. Jennings Trophy
Wird an den/die Torhüter mit mindestens 25 Einsätzen verliehen, dessen/deren Team die wenigsten Gegentore in der Saison kassiert hat
- Dominik Hašek 109 Gegentore in 58 Spielen (Gegentordurchschnitt: 1.95) und
Grant Fuhr – Buffalo Sabres  106 Gegentore in 32 Spielen (Gegentordurchschnitt: 3.68)

NHL Plus/Minus Award
Wird an den Spieler verliehen, der während der Saison die beste Plus/Minus-Statistik hat
- Scott Stevens – New Jersey Devils +53